# Gruppen Unionen för nationernas Europa
Denna artikel behandlar den historiska partigruppen och alla dess föregångare.
Gruppen Unionen för nationernas Europa (engelska: Union for Europe of the Nations Group, UEN-gruppen) var en partigrupp i Europaparlamentet bestående av ledamöter från nationalkonservativa partier. Gruppen utgjordes till största delen av ledamöter tillhörandes Alliansen för nationernas Europa (AEN). Den existerade mellan valet 1999 och valet 2009, men hade sina rötter i en partigrupp som bildades redan 1965.
Efter valet 2009 upplöstes gruppen efter att de flesta av dess ledamöter hade övergått till andra partigrupper i Europaparlamentet, främst Gruppen Alliansen liberaler och demokrater för Europa (ALDE-gruppen), Gruppen Europeiska konservativa och reformister (ECR-gruppen) och Gruppen Frihet och demokrati i Europa (EFD-gruppen).
I gruppen ingick bland annat ledamöter från de italienska partierna Lega Nord och Nationella alliansen, lettiska Fosterland och frihet, irländska Fianna Fáil, de polska partierna Lag och rättvisa, Polska familjeförbundet, Samoobrona och Polska folkpartiet Piast, danska Dansk Folkeparti och de litauiska partierna Lietuvos valstiečių liaudininkų sąjunga och Ordning och rättvisa. Brian Crowley och Cristiana Muscardini var gruppledare fram till dess att gruppen upplöstes.

## Historia

### Ursprungligt bildande och ombildningar
| Gruppnamn                                 | Period                          |
| ----------------------------------------- | ------------------------------- |
| Gruppen Europeiska demokratiska unionen   | 21 januari 1965–15 januari 1973 |
| Gruppen Europeiska progressiva demokrater | 16 januari 1973–23 juli 1984    |
| Gruppen Europeiska demokratiska alliansen | 24 juli 1984–5 juli 1995        |
| Forza Europa                              | 19 juli 1994–5 juli 1995        |
| Gruppen Unionen för Europa                | 6 juli 1995–19 juli 1999        |
| Gruppen Unionen för nationernas Europa    | 20 juli 1999–13 juli 2009       |

UEN-gruppen hade sina rötter i ”Gruppen Europeiska demokratiska unionen”, som bildades den 21 januari 1965. Gruppen ombildades den 16 januari 1973 till ”Gruppen Europeiska progressiva demokrater”. Efter valet 1979 tillhörde 22 ledamöter gruppen, som därmed var en av de minsta partigrupperna i Europaparlamentet. Antalet mandat ökade efter valet 1984, men gruppen förblev en av de minsta. Den ombildades samtidigt till ”Gruppen Europeiska demokratiska alliansen”.
Den 19 juli 1994 bildades ”Forza Europa” ensamt av italienska Forza Italia. Ett samarbete inleddes mellan ”Forza Europa” och ”Gruppen Europeiska demokratiska alliansen”, vilket ledde till bildandet av en gemensam grupp, ”Gruppen Unionen för Europa”. Samarbetet var emellertid inte särskilt långvarigt eftersom Forza Italia lämnade gruppen den 15 juni 1998 för att istället bli en del av Europeiska folkpartiets grupp (kristdemokratiska gruppen) (EPP-gruppen).

### Valet 1999 och bildandet av UEN-gruppen
| Val  | Historisk mandatfördelning |
| ---- | -------------------------- |
| 1979 | 22 av 410                  |
| 1984 | 29 av 434                  |
| 1989 | 20 av 518                  |
| 1994 | 53 av 567                  |
| 1999 | 21 av 626                  |
| 2004 | 27 av 732                  |

Efter valet 1999 bildades en ny partigrupp, ”Gruppen Unionen för nationernas Europa”, ur vad som tidigare hade varit ”Gruppen Unionen för Europa”. Gruppen innefattade främst nationalkonservativa ledamöter av Europaparlamentet, men också ledamöter från det irländska mittenpartiet Fianna Fáil. Fianna Fáil anslöt sig till UEN-gruppen efter att ha stängts ute från Europeiska folkpartiets grupp (kristdemokratiska gruppen) av det irländska högerpartiet Fine Gael.
I valet 2004 ökade gruppen med några mandat jämfört med valet 1999. Spänningarna inom gruppen mellan framför allt de ledamöter som var mycket skeptiska till överstatlighet och ett fortsatt fördjupat europeiskt samarbete och de ledamöter som var förespråkare för ytterligare europeisk integration ledde gradvis till gruppens splittring. Inför valet 2009 bröts gruppen sönder inifrån. Fianna Fáil planerade att istället ansluta sina ledamöter till Gruppen Alliansen liberaler och demokrater för Europa (ALDE-gruppen), medan Nationella alliansen blev en del av det nya italienska högerpartiet Frihetens folk och anslöt därmed sina ledamöter till EPP-gruppen.

### Valet 2009 och upplösandet av UEN-gruppen
Kvar efter valet 2009 fanns ledamöter från polska Lag och rättvisa och italienska Lega Nord, som båda hade stärkts i valet. Ledamöterna från många av de mindre partierna i UEN-gruppen misslyckades däremot med att bli omvalda i valet, vilket innebar att kraven för att få vara en partigrupp inte längre uppfylldes. Lega Nord valde att istället bilda Gruppen Frihet och demokrati i Europa (EFD-gruppen) medan Lag och rättvisa var med och bildade Gruppen Europeiska konservativa och reformister (ECR-gruppen). UEN-gruppen upplöstes i samband med parlamentets öppnande den 14 juli 2009.